# Glaciar Grace
Glaciar Grace (en inglés: Grace Glacier) es un glaciar que fluye hacia el norte en Bahía Amplia en Bahía de las Islas, cerca de la llanura de Salisbury, en la isla San Pedro, la principal de las Georgias del Sur. Fue trazada en 1912-1913 por Robert Cushman Murphy, un naturalista estadounidense a bordo del bergantín Daisy, que lo nombró en homenaje a su esposa, Grace Barstow Murphy. 